# SC Gelnhausen
Der Schachclub 1934 Gelnhausen e.V. ist ein Schachverein in Hessen. Er ist Mitglied im Landessportbund Hessen e.V. und im hessischen Schachverband.
Besonders in den 1970er Jahren unter dem Mäzenentum des Einzelhandelsunternehmers Peter Joh entwickelte sich der Klub zu einem der führenden in Hessen.
Den bisher größten Erfolg errang der Verein im Jahr 1976 mit dem Hessenmeistertitel der Mannschaften und dem damit verbundenen Aufstieg in die damals viergleisige 1. Bundesliga. Die Saison 1976/77 in der deutschen Schachbundesliga blieb jedoch die einzige in der höchsten deutschen Spielklasse.
Mit Stand 8. Juni 2020 hatte der Verein 51 Mitglieder. Die erste Mannschaft spielt in der Saison 2019/20 in der Schach-Verbandsliga Nord.

## Bekannte ehemalige Spieler
- GM Alojzije Janković
- GM José Carlos Ibarra Jérez
- GM Arthur Kogan